# Manuel Balboa Rodríguez
Francisco Manuel Balboa Rodríguez (La Corunya, 29 de setembre de 1958 - Madrid, 31 de gener de 2004) és un compositor musical espanyol. Va estudiar pintura amb Aurelia de Lombera i ingressà a la Universitat de Santiago de Compostel·la per estudiar filosofia, però ho deixà per estudiar música al Conservatori de Corunya amb Mercedes Goicoa, Luis Coello i Roxelio Groba. Després es va traslladar a Madrid, on va treballar amb Ángel Arteaga, Calés Otero, Luis de Pablo i Cristóbal Halffter.
Ha estat col·laborador de Ràdio Nacional d'Espanya, ha escrit crítica musical a El Ideal Gallego i ha publicat treballs sobre el Teatre Líric Gallec. La seva obra inclou pàgines per a piano, conjunt instrumental i orquestra. També ha compost les bandes sonores d'algunes pel·lícules, i el 1994 fou nominat al Goya a la millor música original per Canción de cuna de José Luis Garci.

## Obres
- Intermezzo en estilo sentimental (1980)
- Plenilunio (1980)
- Sombra interrumpida (saxofón alto y piano) (1981)
- Xenese (piano, viento y percusión) (1982)
- Romeo o La memoria del viento (1987), basada en l'obra d'Álvaro Cunqueiro
- Martes de carnaval (1991) banda sonora
- Canción de cuna (1994), banda sonora
- La herida luminosa (1997), banda sonora
- El abuelo (1998), banda sonora
- Divertimento (2000), banda sonora
- 150 anos de música galega, 1979. Amb Xoán Manuel Carreira.